# ینی‌یول، گران‌بوی
ینی‌یول (به لاتین: Yeni yol) یک منطقه مسکونی در جمهوری آذربایجان است که در شهرستان گران‌بوی واقع شده است. ینی‌یول ۱۴۹۱ نفر جمعیت دارد.